# Карач (Скворцовский сельсовет)
Кара́ч (укр. Карач, крымскотат. Qaraç, Къарач) — упразднённое село в Симферопольском районе Крыма, присоединённое к селу Скворцово, фактически — западная половина села.
Находилось на северо-западе района, на правом берегу небольшой долины реки Тобе-Чокрак, у границы с Сакским районом.

## История
Первое документальное упоминание села встречается в Камеральном Описании Крыма… 1784 года, судя по которому, в последний период Крымского ханства Карачь  входил в Акмечетский кадылык Акмечетского каймаканства. После присоединения Крыма к России (8) 19 апреля 1783 года, (8) 19 февраля 1784 года, именным указом Екатерины II сенату, на территории бывшего Крымского Ханства была образована Таврическая область и деревня была приписана к Евпаторийскому уезду. После Павловских реформ, с 1796 по 1802 год, входила в Акмечетский уезд Новороссийской губернии. По новому административному делению, после создания 8 (20) октября 1802 года Таврической губернии, Карач был приписан к Тулатской волости Евпаторийского уезда.
По Ведомости о волостях и селениях, в Евпаторийском уезде с показанием числа дворов и душ… от 19 апреля 1806 года в деревне Карач числилось 35 дворов, 194 жителя крымских татар и 2 ясыров, земля принадлежала местным жителям. На военно-топографической карте генерал-майора Мухина 1817 года Карач обозначен также с 35 дворами. После реформы волостного деления 1829 года Карач, согласно «Ведомости о казённых волостях Таврической губернии 1829 г», отнесли к Темешской волости того же уезда. На карте 1842 года Караче обозначено 40 дворов.
В 1860-х годах, после земской реформы Александра II, деревню приписали к Сакской волости. Согласно «Памятной книжке Таврической губернии за 1867 год», деревня была покинута жителями, вследствие эмиграции крымских татар, особенно массовой после Крымской войны 1853—1856 годов, в Турцию и заселена русскими мещанами. В «Списке населённых мест Таврической губернии по сведениям 1864 года», составленном по результатам VIII ревизии 1864 года, Карач — владельческая русская деревня, с 5 дворами и 35 жителями при источнике Тобе-Чокраке (на трёхверстовой карте 1865—1876 года обозначен хутор Карач без указания числа дворов).
В «Памятной книге Таврической губернии 1889г» по результатам Х ревизии 1887 года записан Карач с 10 дворами и 83 жителями. Согласно «…Памятной книжке Таврической губернии на 1892 год», в деревне Карач, входившей в Юхары-Джаминское сельское общество, жителей и домов не числилось.
Земская реформа 1890-х годов в Евпаторийском уезде прошла после 1892 года, в результате Карач приписали к Камбарской волости. По «…Памятной книжке Таврической губернии на 1900 год» в деревне числилось 102 жителя в 12 дворах. По Статистическому справочнику Таврической губернии. Ч.II-я. Статистический очерк, выпуск пятый Евпаторийский уезд, 1915 год, в деревне Карач Камбарской волости Евпаторийского уезда числилось 15 дворов (все дворы с землёй) с русским населением в количестве 3 человек приписных жителей и 115 — «посторонних», из которых 59 мужчин и 59 женщин. Жители владели 1075 десятинами удобной земли. В хозяйствах имелось 120 лошадей, 44 вола, 45 коров и 40 голов мелкого скота.
После установления в Крыму Советской власти, по постановлению Крымревкома от 8 января 1921 года была упразднена волостная система и село включили в состав вновь созданного Сарабузского района Симферопольского уезда, а в 1922 году уезды получили название округов. 11 октября 1923 года, согласно постановлению ВЦИК, в административное деление Крымской АССР были внесены изменения, в результате которых был ликвидирован Сарабузский район и образован Симферопольский и село включили в его состав. Согласно Списку населённых пунктов Крымской АССР по Всесоюзной переписи 17 декабря 1926 года, в селе Карач, Старо-Лезского сельсовета Симферопольского района, числилось 33 двора, из них 32 крестьянских, население составляло 182 человека, из них 177 русских, 4 украинцев, 1 записан в графе «прочие», действовала русская школа. Постановлением Президиума КрымЦИКа «Об образовании новой административной территориальной сети Крымской АССР» от 26 января 1935 года был создан Сакский район и село, вместе с сельсоветом, включили в его состав.
Указом Президиума Верховного Совета РСФСР от 18 мая 1948 года, Карач присоединили к селу Скворцово.